# Dysaules himalayanus
Dysaules himalayanus es una especie de mantis de la familia Tarachodidae.

## Distribución geográfica
Se encuentra en Nepal.